# التشريح العصبي للعلاقة الحميمة

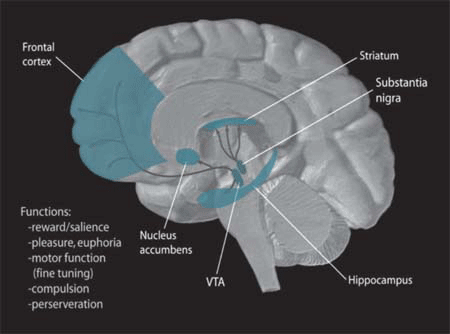

تٌعرف الحميمية على نطاق واسع بارتباطها مع الحب الرومانسي والرغبة الجنسية، لكن على الرغم من ذلك، يحتاج التشريح العصبي للعلاقة الحميمية إلى المزيد من التوضيح من أجل الوصول إلى فهم كامل حول الوظائف العصبية في مختلف مكونات العلاقات الحميمة، والتي تشمل الحب الرومانسي، والشهوة، والتعلق والرفض في الحب. يمكن أيضًا تطبيق الوظائف المعروفة للتشريح العصبي على الملاحظات التي تظهر لدى الأشخاص الذين يختبرون مرحلة ما من مراحل العلاقة الحميمة. يوفر تحليل بحوث هذه الأنظمة تصورًا عن الأساس البيولوجي للعلاقة الحميمة، لكن يجب أخذ الجانب العصبي بعين الاعتبار في المناطق التي تتطلب اهتمامًا خاصًا بهدف الحد من مشاكل العلاقة الحميمة، مثل العنف ضد الشريك أو المشاكل في الترابط الاجتماعي.

## مكونات العلاقة الحميمة والتشريح العصبي

### التعلق
يبدأ الترابط الزوجي، أو التعلق الاجتماعي الشديد، عادةً بتفضيل الشريك في المواقف الجنسية والزواج الأحادي في العديد من أنواع الثدييات. عادةً ما تتحمل الأنواع أحادية التزاوج مسؤوليةً حصريةً تجاه بعضها البعض، بالإضافة إلى المشاركة في تربية ذريتها. أظهرت الدراسات التي تدرس فأر البراري أحادي التزاوج (مايكروتس أوكروغاستر) أن تكوين الرابطة الزوجية يحفّز المسار الدوباميني الحوفي الأوسط. في هذا المسار، يُحرر الدوبامين من المنطقة السقيفية البطنية (في تي إيه) إلى النواة المتكئة والقشرة الأمام جبهية، التي ترسل الإشارة بعد ذلك إلى الشاحبة البطنية لإكمال معالجة مسار المكافأة.
الببتيدان العصبيان المهمان اللذان يتوسطان تشكيل الترابط الزوجي هما الأوكسيتوسين والأرجنين فازوبرسين (إيه في بّي). على الرغم من وجود كلا الجزيئين لدى الذكور والإناث، ظهر الأوكسيتوسين بشكل غالب لدى الإناث بينما غلب الفازوبرسين في الترابط الزوجي لدى الذكور. تبين أن تخصصية المستقبلات ضرورية للتزاوج من خلال تنشيط مستقبلات الدوبامين دي 2 في النواة المتكئة لكل من ذكر وأنثى فأر البراري. كانت المواقع الأخرى التي نُشطت أيضًا في الدراسة محددةً حسب الجنس، مثل مستقبلات الأوكسيتوسين (أو تي آر) في القشرة أمام الجبهية ومستقبلات الأرجنين فازوبرسين إيه1 (في1 إيه آر) في الشاحبة البطنية.

### الحب الرومانسي
يوصف الحب الرومانسي بأنه يضم فردًا يولي اهتمامًا شديدًا بفرد آخر بطرق خاصة، بما في ذلك الانتباه إلى سمات تستحق المتابعة. أظهرت الدراسات، من خلال التصوير بالرنين المغناطيسي الوظيفي (إف إم آر آي)، تُحفز المنطقة السقيفية البطنية اليمنى (في تي إيه) عند رؤية أفراد العينات صورًا لأحبائهم. كجزء من ميكانيكية المكافأة، ترسل في تي إيه إشارات إلى بقية أجزاء الدماغ، مثل النواة الذنبية من أجل تحرير الدوبامين للمكافأة.
نسبت الدراسات السابقة الحب بشكل عام إلى الجهاز الحوفي الذي يتكون من الفص الصدغي، والوطاء، واللوزة الدماغية بالإضافة إلى الحصين. تُعد هذه المكونات الوظيفية للجهاز الحوفي مكونات مهمة في معالجة الأحاسيس، والحافز والذاكرة. على وجه التحديد، تقترح البحوث الحالية أيضًا أن المكونات، مثل الوطاء، تلعب دورًا في الحب الرومانسي لأنها تمتلك النزعة اللازمة للترابط في الثدييات بواسطة إفراز الببتيدات العصبية، الأوكسيتوسين والفازوبرسين. أظهرت دراسات أخرى عامل نمو الأعصاب (إن جي إف)، وهو غذاء عصبي ضروري من أجل بقاء العصبونات وتطور الجهاز العصبي، في المرحلة الباكرة للحب الرومانسي لدى أفراد العينات الذين يختبرون النشوة والاعتماد العاطفي، والذي غالبًا ما يكون من خصائص الحب الرومانسي.

### الشهوة
تُعرّف الشهوة، أو الرغبة الجنسية، على أنها سعي لتحقيق الإشباع الجنسي. يقودها في المقام الأول جهاز الغدد الصم، لكن يشارك الدماغ أيضًا في المعالجة العصبية. على وجه الخصوص، يلعب المحوران الوطائي النخامي الغدي التناسلي (إتش بّي جي) والوطائي النخامي الكظري (إتش بّي إيه) أدوارًا رئيسيةً في التهيئة للجنس بالإضافة إلى الاستجابة للإجهاد، على التوالي. نظرًا إلى أن العلاقة الحميمة تُحفز بواسطة نظام المكافأة، تقوم الهرمونات الستيروئيدية بتنشيط رغبة تفضيل الشريك والتعلق الاجتماعي في عملية الاتصال الجنسي. يُحرر الدوبامين بعد ذلك عندما يستثار الفرد، والذي يرتبط بالشهوة باعتباره ناتجًا عن نظام المكافأة الدوباميني.
ومع ذلك، لا تمتلك تفاعلات الجنس والحب الرومانسي التوجه الهدفي نفسه، ما يساعد على تأكيد اختلاف الأنماط المنشطة في الدماغ. على النقيض من الهدف الأساسي في الحب الرومانسي، يمكن أن يحدث الجماع بين فردين دون وجود حب رومانسي أو ارتباط أحادي التزاوج. في بعض الأحيان، قد لا يحدث الجماع حتى في علاقات الحب الرومانسي. ومع ذلك، ما يزال يلعب دورًا في التناسل الناجح عندما يُدعم بالحب الرومانسي.

### الرفض في الحب
يُعتبر الرفض في الحب حبًا غير متبادل أو من طرف واحد. قد يسبب الانفصال عن الشخص المحبوب الفجع، وقد يؤدي أحيانًا لإظهار الفرد أعراض اكتئاب. في دراسة، أشارت الأعراض التي شوهدت لدى تسع نساء عانين من انفصال حديث إلى وجود صلة لبعض مناطق التشريح العصبي. ارتبط الأكل، والنوم والانتظام العصبي الصمّاوي مع الوطاء، وارتبط انعدام التلذذ مع الجسم المخطط البطني وارتبطت اللوزة الدماغية مع المعالجة العاطفية عند تلك النساء.
ضمت مناطق التشريح العصبي الأخرى التي أظهرت الحب غير المتبادل كلًا من المخيخ، والفص الجزيري، والقشرة الحزامية الأمامية والقشرة أمام الجبهية. إذ أظهرت هذه المناطق المحفزة نشاطًا منخفضًا عندما ركز أفراد العينة تفكيرهم بأحبائهم الرافضين عاطفيًا.
في المقابل، لاحظت دراسة أخرى ازديادًا ملحوظًا في التنشيط في «في تي إيه» بالإضافة إلى النواة المتكئة. علاوةً على ذلك، كان لدى أولئك الذين رُفضوا في الحب تحفيز أعلى في النوى المتكئة اليمنى والشاحبة/البطامة البطنية بالنسبة إلى أفراد العينة الذين كانوا في حب رومانسي. أظهرت الدراسة في النهاية أن المناطق التي تُحفز في الحب الرومانسي، تُحفز أيضًا في الرفض في الحب. تقترح نتائج هذه الدراسة أن الأحباء المرفوضين لديهم نفس التحفيز في مناطق الدماغ نظرًا إلى أنهم ما زالوا «في الحب» مع من يرفضهم. بما أن الحب الرومانسي يتبع نظام المكافأة الدوباميني، تتيح الطبيعة التوقعية لتلقي المكافأة بالإضافة إلى تحديد الخسائر والمكاسب في صنع القرار، للدارات العصبية أن تصبح قابلة للتكيف. يسمح هذا للمرفوضين أن يغيروا سلوكهم من خلال مرحلتين. الأولى هي مرحلة «الاعتراض» إذ يحاولون استعادة من رفضهم. وتحدث المرحلة الثانية أو مرحلة «الرفض» عندما يشعرون بالاستسلام واليأس، ما يؤدي في النهاية إلى الاستمرار في الحياة بدون من رفضهم. من ناحية أخرى، يوفر اشتراك مسارات خسارة/كسب المكافأة الأساسية للبقاء لمحةً عن سلوكيات الملاحقة، والانتحار، والهوس والاكتئاب.

## وصلات خارجية
- The Chemistry Between Us: Larry Young at TEDxEmory